# Al-Ghassanijja (Hims)
Al-Gassanijja (arab. الغسانية) − miejscowość w centralnej Syrii, w muhafazie Hims, w dystrykcie Al-Kusajr. W 2004 miejscowość liczyła ok. 4,5 tys. mieszkańców.
Miejscowość położona jest na południe od Himsu, na wschód od jeziora Kattina. Na południowy wschód od Al-Ghassanijji znajduje się wojskowy port lotniczy Al-Kusajr, sąsiadujący z miastem Al-Kusajr.
Al-Ghassanijja w przeważającej części zamieszkują chrześcijanie. Kustodia Ziemi Świętej posiada klasztor św. Antoniego z Padwy i prowadzi parafię katolicką. Obok wspólnoty chrześcijańskiej żyją też muzułmanie alawici. Mieszkańcy miasteczka trudnią się rolnictwem (kapusta, ziemniaki) oraz w mniejszym stopniu rybołówstwem.
W czasie wojny domowej w Syrii Al-Ghassanijja była otoczona przez siły antyrządowe od września 2012 do czerwca 2013. Rebelianci stacjonowali w okolicznych miejscowościach, zabraniając używania drogi dojazdowej. Mieszkańcy zaopatrywali się w produkty żywnościowe i benzynę, przepływając pobliskie jezioro. Podczas okupacji rebelianci zabili katolickiego księdza François Murada. Kapłan ten współpracował z franciszkanami. Budował erem św. Szymona Słupnika. Po zbombardowaniu konstrukcji przez rebeliantów ks. Murad szukał schronienia w klasztorze Kustodii Ziemi Świętej wraz z innymi zakonnikami i siostrami ze zgromadzenia Świętego Różańca. Ksiądz został zastrzelony przez  przedstawicieli grupy ekstremistycznej Dżabhat an-Nusra.